# Mimohyllisia tonkinensis
Mimohyllisia tonkinensis là một loài bọ cánh cứng trong họ Cerambycidae.